# Frerich Bohlken

Bohlken bei einer nordwestdeutschen Missionsarbeiterkonferenz (untere Reihe, Zweiter von links)

Frerich Bohlken (* 1. November 1812 in Halsbek, Amt Westerstede; † 23. April 1871 Halsbek) war ein Landwirt und eine führende Person der ersten Generation der nordwestdeutschen Baptistengemeinden. Auf seine Eingaben an den Großherzog von Oldenburg geht unter anderem die Einführung der „Civil-Ehe“ im Jahre 1855 zurück.

## Leben
Frerich Bohlken kam als Sohn einer einfachen ammerländischen Bauernfamilie zur Welt. Seine Eltern bewirtschafteten einen so genannten Viertelköterhof. Bis zu seinem 14. Geburtstag besuchte er die Volksschule in Halsbek. Sein Vater, der ihn den Umgang mit der Bibel lehrte, verstarb sehr früh, so dass sich Bohlken bereits als Heranwachsender vor die Aufgabe gestellt sah, die väterliche Landwirtschaft zu übernehmen. Um seine kargen Einkünfte zu verbessern, begann er, mit Holz zu handeln. In seinen Lebenserinnerungen heißt es:

„Wenn ich zuweilen bei meiner Hobelbank stand, konnte ich nicht anders, als hinwegzueilen an einen einsamen Ort, um zu beten. Bücher lagen aufgeschlagen bei meiner Arbeit, um darin zu lesen. Um diese Zeit besuchte mich öfter ein christlicher Freund aus Aurich-Oldendorf (Ostfriesland), der mit einem Bruder in die Fremde gereist war, und mir von den Betstunden erzählte, die er auf der Reise besucht hatte, welche ich jedoch nicht kannte.“

Durch diesen Kontakt wurde er zum Wahrheitssucher. Im Zusammenhang seines Bibelstudiums erlebte er eine innere Hinkehr zum Glauben und begann, mit Nachbarn und Geschäftsfreunden über seinen neu gewonnenen Erfahrungen zu sprechen.

### Bohlkens Weg zu den Baptisten
Seine Geschäftsreisen führten ihn auch in das benachbarte Jever. Hier traf er auf den Buchhändler Anton Friedrich Remmers und ehemaligen Hülfslehrer Johann Ludwig Hinrichs. Beide gehörten der jungen jeverschen Baptistengemeinde an, der sie auch als Älteste vorstanden. Er lud sie nach Halsbek ein und öffnete sein Haus für Bibelstunden, die die beiden Genannten leiteten. Sein persönliches Bibelstudium sowie der Austausch mit Remmers und Hinrichs bewirkten in Bohlken den Wunsch, die Gläubigentaufe zu empfangen. Am 1. Februar 1844 wurde er daraufhin durch den Diakon Heinrich Krüger – Mitglied des Vorstandes der Hamburger Baptistengemeinde – in Varel getauft. Er war damit der erste Baptist des Ammerlandes.

### Gemeindegründung Halsbek-Felde-Westerstede
Bohlken entfaltete in der Folgezeit ein starkes missionarisches Engagement. Er lud zu Versammlungen ein, bei denen er alsbald auch predigte. Er bediente sich dabei seiner plattdeutschen Muttersprache. Seine Verkündigung war einerseits von großer Einfachheit gekennzeichnet und andererseits geprägt von einem umfangreichen Bibelwissen. Bereits fünf Jahre nach seiner Taufe kam es zur Gründung der Baptistengemeinde Halsbek, die dann später – nach dem Bau des Bethauses in Felde (1850) – in Baptistengemeinde Felde umbenannt wurde. Das Bethaus, das bis heute existiert und genutzt wird, ist die älteste Baptistenkirche Deutschlands. Inzwischen hat sich der Schwerpunkt der baptistischen Gemeindearbeit im Ammerland nach Westerstede und Bad Zwischenahn verlagert.
Als Gemeindeleiter führte Frerich Bohlken eine permanente Auseinandersetzung mit kirchlichen und staatlichen Behörden. In den im Staatsarchiv Oldenburg einsehbaren Akten findet sich u. a. die Geschichte einer bei Bohlken angestellten Magd, deren ausstehende Konfirmation von der lutherischen Landeskirche auf dem Amtswege eingefordert wurde. Als Dienstherr hatte Bohlken nach damaligem Usus darauf einzuwirken, dass seine angestellten Knechte und Mägde am Konfirmandenunterricht teilnahmen. Bohlken verweigerte die Einflussnahme auf seine Magd, da „diese selber das Unbiblische dieser Sitte eingesehen hatte“. Daraufhin wurde Frerich Bohlken zu einer bedeutenden Geldstrafe verurteilt. Da er sie nicht bezahlen konnte, pfändete man eine Kuh. Die Magd, die aufgrund ihrer Weigerung, am Konfirmandenunterricht teilzunehmen, mehrfach zu kürzeren Gefängnisaufenthalten verurteilt wurde, schloss sich später der Baptistengemeinde Felde an.

## Bohlken und dieCivil-Ehe
Am 1. Februar 1848 starb Bohlkens Ehefrau Helena-Sophia (geb. Frers). Gut vier Monate später schrieb er an das Amt Westerstede: „Indem meine Ehefrau am 1ten februar dieses Jahres gestorben ist, sehe ich mich genöthigt nach dem jetztigen Verhältniß meiner Lage zum zweyten eine Frau zu nehmen …“
Eheschließungen waren seinerzeit nur durch bestallte Geistliche der jeweiligen Staatskirche möglich. Da Bohlken im Zusammenhang mit seiner Gläubigentaufe aus der evangelisch-lutherischen Landeskirche ausgetreten war, hielt er es für „unordentlich […], wenn ich angewiesen seyn sollte, um die Gültigkeit der Ehe zu erwirken, mich an einen Prediger einer solchen Kirche zu wenden.“ Im weiteren Verlauf des Schreibens verwarf Bohlken als überzeugter Freikirchler jede Verquickung von Staat und Kirche und bat die großherzogliche Behörde in Oldenburg „mir nächstfolgend einen termin anzusetzen zur Aufnahme eines Contractes zur Erwirkung der Gültigkeit der Ehe.“
Diese Eingabe wird negativ beschieden: „… und kann ein Contract vor dem Amte nicht geschlossen werden. Zur Vollgültigkeit einer geschlossenen Ehe ist nach hiesigem Gesetze [Anmerkung: Gesetz von 1814] die Priesterliche Einsegnung ein wesentliches Erforderniß.“

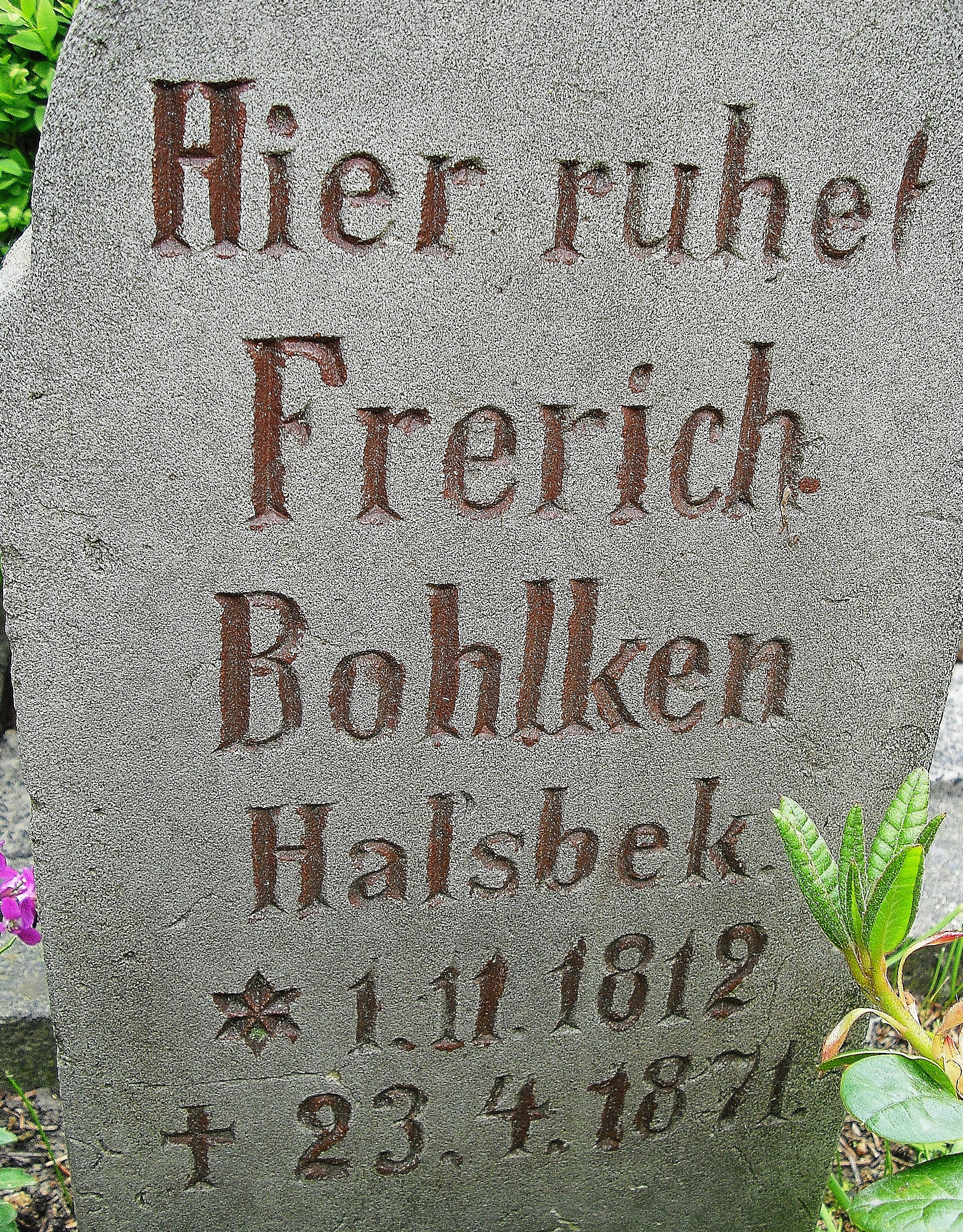
Grabstein Bohlkens auf dem Baptistischen Friedhof Felde

Bohlken erhob Einspruch gegen diesen Bescheid. Er erklärte die Bereitschaft, sich „priesterlich segnen zu lassen“ und schlug deshalb Johann Gerhard Oncken, den Gründer der deutschen Baptistengemeinden, als seinen Traupastor vor.
Als die Behörden wiederum ablehnend reagierten, ging Bohlken den Weg des zivilen Ungehorsams. Er veröffentlichte ein Inserat im Oldenburgischen Anzeiger, in dem er Folgendes der Öffentlichkeit bekannt gab: Als Verlobte empfehlen wir uns allen Freunden und Bekannten: Frerich Bohlken zu Halsbek im Amt Westerstede, geboren 1812, 1. Nov., A. Elisabeth Wehlau, geboren 1819, den 11. September. Da bis jetzt auf Antragen bei betreffenden Obrigkeitlichen Behörden bis zur Höchsten Order dieses Landes um eine Anweisung und Bestimmung zur Schließung der Ehe vor denselben, nicht genügt worden ist, wird deswegen beabsichtigt im nächstkommenden Monat August, die Ehe abzuschließen vor einem Prediger der Evangelisch getauften Gemeinden, und werden Diejenigen, die etwas dawider zu haben vermeinen, hierdurch aufgefordert, sich an den Unterzeichneten zu wenden. Frerich Bohlken.
Am 29. August 1848 ließen Frerich Bohlken und Elisabeth Wehlau sich in der Wohnung von Johann Gerhard Oncken unter Beisein von Zeugen aus den Baptistengemeinden Jever und Bremen trauen. Zuvor hatte er sich vom Amt Westerstede bescheinigen lassen, dass gegen eine Eheschließung nichts einzuwenden wäre.
Bohlkens Ehe wurde natürlich nicht anerkannt. Die drei Kinder, die in dieser Ehe geboren wurden, galten als unehelich. Erst am 31. Mai 1855 erließ der oldenburgische Großherzog Nikolaus Friedrich Peter ein Gesetz betr. der bürgerlichen Eingehung der Ehe. Der Vareler Baptistenpastor August Friedrich Wilhelm Haese und seine Verlobte Metta Schütte waren die ersten, die aufgrund dieses Gesetzes zivilrechtlich getraut wurden, und Bohlken wiederholte seine Eheschließung sieben Jahre nach seiner eigentlichen Trauung nunmehr rechtskräftig vor dem Amt Westerstede.
Martin Hood Wilken, Abgesandter des britischen Baptistenbundes, traf Bohlken bei der Konferenz der kontinentalen Baptistengemeinden in Hamburg 1857. In einem Bericht für das Primitive Church Magazine beschrieb er ihn mit folgenden Worten: „[Ich traf dort auch den] guten alten Frerich Bohlken, der durch unermüdliche Ausdauer und unnachgiebige Standhaftigkeit und praktisch im Alleingang die Regierung überzeugt hat, ihr hartes Vorgehen nach und nach zu vermindern, so dass er bis jetzt erfolgreich für ihn und seine (Glaubens-)Brüder fast vollständige Religionsfreiheit erreicht hat. Er ist ein einfacher Mann ohne Bildung, aber offensichtlich von starkem und entschlossenem Charakter, und doch zugleich wahrlich demütigen christlichen Geistes.“